# Veganisme

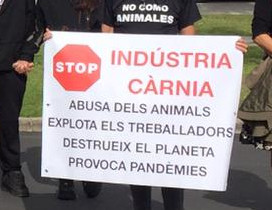
Pancarta a la manifestació «Aturem la indústria càrnia!» celebrada a Olot el setembre de 2020.

El veganisme és un posicionament ètic basat en el principi d'igualtat entre els animals, com a éssers amb sintència, que busca reduir el seu sofriment innecessari. A la pràctica, les persones veganes rebutgen el consum de productes i serveis que involucren animals. Entre altres, implica un vegetarianisme estricte que exclou els ous, la llet i la mel.
A diferència del plantejament benestarista, segons el qual la producció d'animals és acceptable si es busca millorar les seves condicions de vida, el veganisme es posiciona com a abolicionista, perquè rebutja la producció en tots els casos, ja que ho considera una explotació i vulneració dels drets dels animals.
El veganisme recalca també els beneficis pel medi ambient que la seva dieta comporta, per exemple, una menor petjada de carboni i hídrica en comparació amb les dietes no vegetarianes en països occidentals.

## Etimologia
La paraula veganisme és un manlleu de l'anglès veganism que es va formar a partir de la contracció de la paraula vegetarianism (vegetarianisme). George A. Henderson i Fay Ken van proposar aquesta paraula en una reunió per reflexionar sobre el vegetarianisme que no consumia làctics i del seu estil de vida. La reunió va ser convocada per Donald Watson i Elsie Shrigley, membres de la Vegetarian Society del Regne Unit, que van fundar la Vegan Society el 1944. Entre els motius de la seva creació, van indicar la crueltat cap als animals en la ramaderia i la insfuiciència del vegetarianisme per alliberar-los del sofriment. No va ser fins al 1949 que Leslie J. Cross va proposar una definició de veganisme:
| «                       | El veganisme és el principi d'emancipació dels animals envers l'explotació dels humans. | » |
| — Leslie J Cross (1949) |                                                                                         |   |

El 2016, el mot vegà va ser triat el neologisme de l'any en català.

## Percentatge de persones veganes

Percentatge de residents a Catalunya majors de 16 anys que s'identificaven com a vegans o vegetarians el 2022.

La incidència del veganisme s'ha estudiat principalment per organitzacions privades en països occidentals, que publiquen les dades de manera agregada. Els estudis es basen en preguntes sobre el tipus de dieta i són obtingudes a través d'enquestes ad hoc o òmnibus amb suport telefònic o Internet. Cal tenir en compte que les taxes de les enquestes dutes a terme en línia poden ser superiors que si s'haguessin realitzat en persona.
No obstant això, alguns organismes oficials han inclòs preguntes sobre el veganisme en les seves enquestes. Al Regne Unit, el Department for Environment, Food and Rural Affairs va preguntar a la població britànica si s'identificava com a vegana el 2012, i va obtenir una resposta afirmativa del 2 % de la mostra. A Catalunya, el Centre d'Estudis d'Opinió va preguntar sobre la dieta a la població catalana major de 16 anys durant el 2022-2023, amb una mostra probabilística i un qüestionari autoadministrat, que va indicar un 3,8 % de vegans, amb un marge d'error de l'1,3%.
A Espanya, la consultora Lantern elabora l'enquesta The Green Revolution, que ha indicat un 0,2 % de la població espanyola amb una dieta vegana el 2017, un 0,5% el 2019 i un 0,8% el 2021. Als Estats Units, els estudis d'opinió de la consultora Gallup amb trucades telefòniques han reportat un 2 % de la població amb una dieta vegana el 2012, i un 3% el 2018. L'enquesta telefònica del Vegetarian Resource Group indicava un 1 % el 2012 i l'enquesta en línia del Humane Research Council un 1,7 % el 2014. Aquesta darrera enquesta també va preguntar si la persona s'autoidentificava com a vegana, per la qual només un 0,47 % van respondre afirmativament. A l'Amèrica Llatina, l'enquesta del grup Nilsen reportava com a vegana el 4 % de la població el 2016, amb un percentatge a l'Equador del 2% i a Mèxic del 9%.

## Alimentació

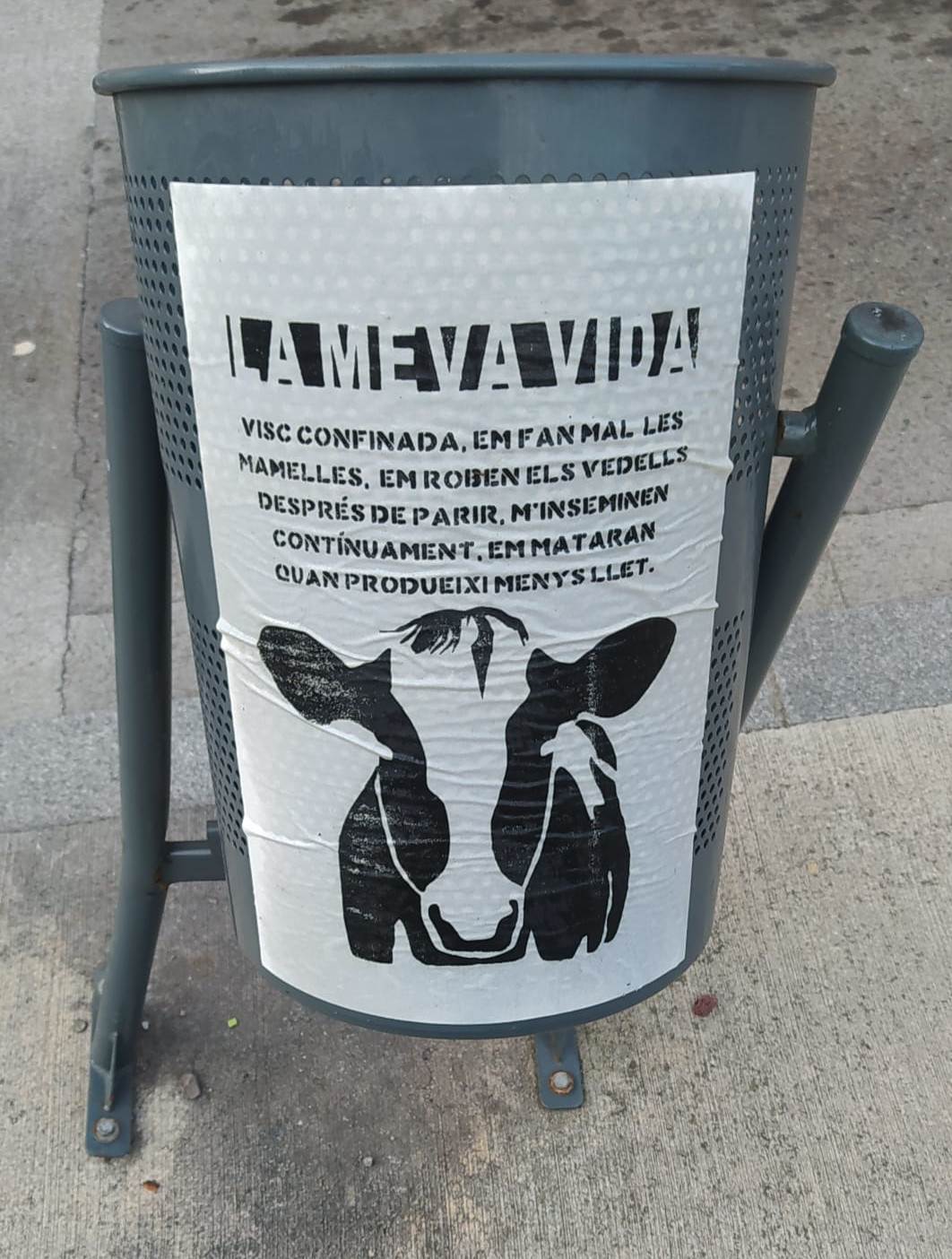
Cartell sobre la vida d'una vaca en la indústria làctica.

El veganisme es desmarca del vegetarianisme en considerar que no hi ha una diferència coherent entre el consum de carn i el consum de lactis, ous i mel. Indica que els animals en les indústries làcties i dels ous sovint viuen més temps, són tractats pitjor i acaben d'igual manera a l'escorxador que en la indústria càrnia. Pel que fa a la mel, el veganisme s'oposa a la seva producció, entre altres motius, perquè a gran escala els apicultors tallen les ales de l'abella reina per evitar l'eixam i així no disminuir la producció, sovint també es mata l'abella reina i se substitueix per una de més jove amb la mateixa finalitat.
La indústria làctia manté moltes connexions amb la indústria càrnia. Gran part de la producció de vedella prové d'aquesta indústria. Així mateix, la producció de llet comporta conductes que el veganisme considera immorals, com ara, separar els vedells de les seves mares pocs dies després de néixer o la inseminació forçada. En la producció d'ous, se sacrifiquen les aus i els pollets mascles no productius, i és habitual la mutilació del bec en les explotacions més intensives.
Com a oposició a totes aquestes pràctiques, l'alimentació vegana rebutja el consum dels cossos d'animals, i a diferència de la vegetariana, també tots els productes o subproductes d'origen animal, inclosos els làctics, la mel i els ous. Es basa doncs en aliments vegetals, com ara la fruita, les hortalisses, els llegums, els cereals, les algues, la fruita seca, les llavors, i també els fongs i microorganismes. La dieta vegana s'ha anomenat també dieta vegetariana estricta o total.

### Gènere
L'alimentació es relaciona amb una determinada construcció del gènere a occident. El consum de carn s'ha associat a valors masculins, com la força, el poder o la fermesa emocional, en canvi, el veganisme s'associa a valors femenins com la compassió o la cura. En conseqüència, s'ha argumentat que els homes poden entrar en conflicte amb les normes de gènere si trien una dieta vegana. El temor de perdre la masculinitat pot ser una de les principals causes d'una menor proporció d'homes vegans que de dones. En aquest sentit, els homes vegans subverteixen la masculinitat hegemònica. Tanmateix, s'ha observat com en la majoria de casos, aquests redefineixen els valors associats amb la feminitat per tal que s'alineïn amb els valors masculins predominants.

### Salut

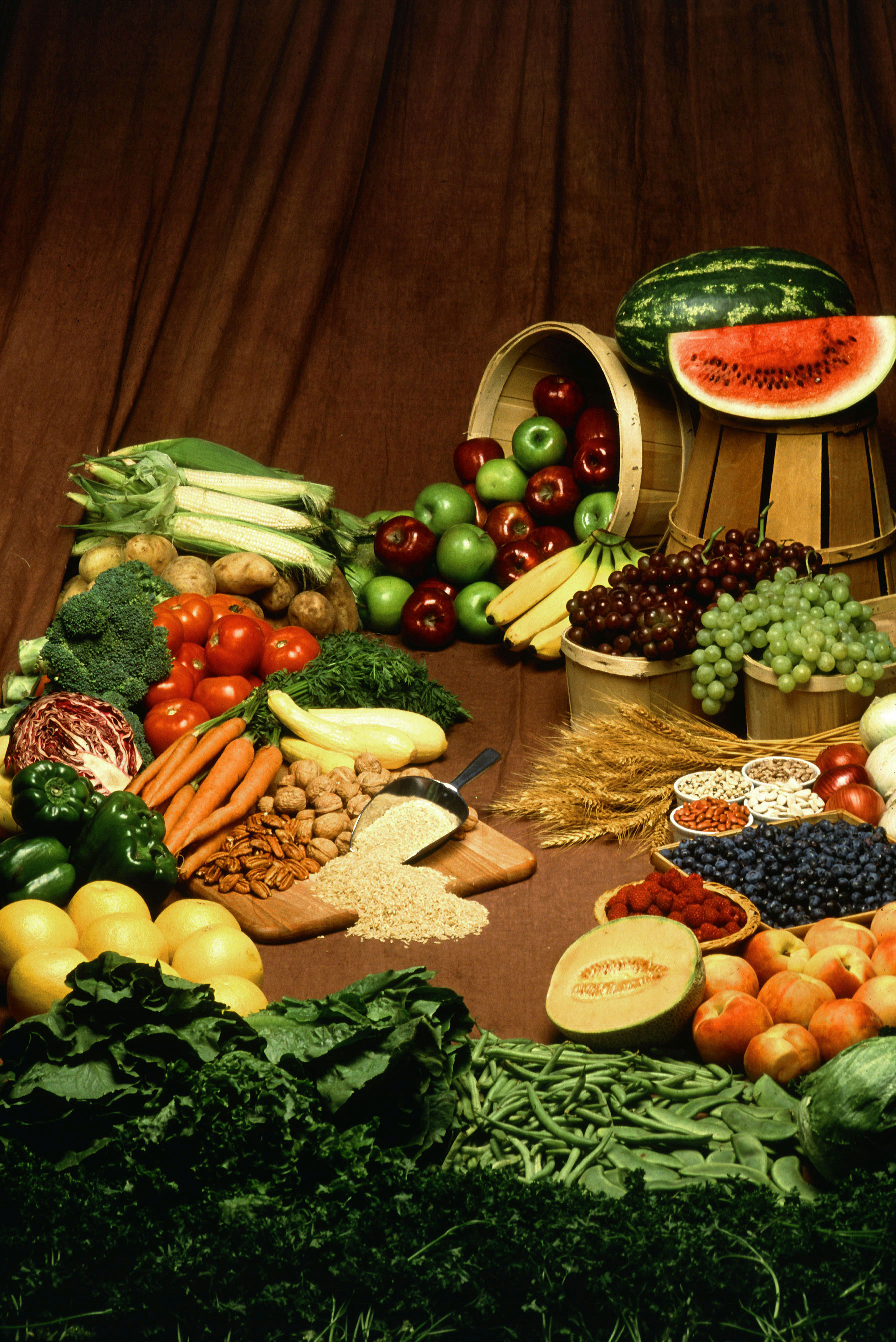
Una varietat d'ingredients vegans

La dieta vegana s'equipara a la dieta mediterrània quant als beneficis per a la salut. Ben planificada, amb una àmplia varietat d'aliments vegetals i una font fiable de vitamina B₁₂, proporciona una ingesta adequada de nutrients en totes les etapes de la vida, inclòs l'embaràs, lactància, infància, adolescència, edat adulta, i en la pràctica d'esport professional. Tot i que aquesta dieta s'associa a una menor ingesta de micronutriets —concretament les vitamines B₂, niacina (B₃), B₁₂ i D, i els minerals iode, zinc, calci, potassi i seleni—, tals mancances no sempre s'associen a problemes de salut i poden prevenir-se amb una selecció dels aliments que n'aporten el seu subministrament. Així mateix, s'ha de tenir en compte consumir una varietat de fonts de proteïna —llegums, llavors i fruits secs— que proporcionin els aminoàcids essencials suficients, així com seleccionar aliments rics en àcids grassos omega 3.
El Programa Nacional de Portugal per promoure una dieta saludable recomana que la lactància dels nadons amb dieta vegana s'allargui més enllà del període recomanat de sis mesos fins als 2 anys durant el procés de diversificació alimentària. D'aquesta manera, es podria assegurar que els nadons i infants petits rebin subministraments adequats de proteïna d'alta qualitat de la llet. Les recomanacions del Comitè de Nutrició de la Societat Alemanya de Pediatria i Medicina de l'Adolescent rebutgen la dieta vegana per a nadons, tret que prenguin suplements dietètics, i recomanen evitar aquesta dieta també durant l'embaràs, la lactància i en infants i adolescents de qualsevol edat, perquè incrementa el risc de deficiències nutricionals.
La dieta vegana s'ha associat a índexs de massa corporal menors, menor resistència a la insulina, nivells més baixos de colesterol i de pressió arterial com també a menor risc de malalties cardiovasculars i diabetis. També s'ha documentat que pot reduir el risc de diversos càncers, com el de còlon, estómac, pròstata i qualsevol càncer específic femení.
La proteïna vegetal, en comparació amb la proteïna animal, s'associa amb una disminució de les malalties cardiovasculars, un creixement més lent del càncer i taxes de mortalitat més baixes. Així mateix, el consum de soja sol ser més elevat en les persones veganes, la qual cosa està relacionada amb una baixa incidència de càncer de pròstata.

### Nutrients

#### Vitamina B₁₂
Als anys 50 i 60 hi va haver diversos escàndols relacionats amb la deficiència de vitamina B₁₂ en persones veganes. Aquesta vitamina és produïda per bacteris i no s'ha trobat en aliments vegetals en la seva forma bioactiva. Els aliments fermentats, les algues, llevats i el sòl no es consideren fonts fiables de vitamina B₁₂. Per tant, és necessari consumir aliments fortificats o suplements d'aquesta vitamina. La recomanació general en adults és prendre un complement alimentari de cianocobalamina diari de 25-100 micrograms, dos setmanals de 1.000 micrograms, o bé, un setmanal de 2.000 micrograms.
Tot i que existeixen diverses formes químiques de la vitamina B₁₂ al mercat, la cianocobalamina es considera la més indicada perquè és la forma més estudiada com a complement, és segura a dosis altes, és la forma més estable, que resisteix millor a la temperatura, llum i les variacions del pH, i és la més econòmica i fàcil d'aconseguir.
Les recomanacions específiques per a cada vitamina depenen de l'edat, del sexe i d'altres factors (com l'embaràs). No és perjudicial excedir les quantitats recomanades o combinar més d'una opció. L'absorció de B12 varia des d'un 50%, si es consumeix 1 mcg o menys, fins al 0,5% per a dosis de 1.000 mcgs (1 mg) o superiors. Per tant, com menor sigui la freqüència de consum de B12, major ha de ser la quantitat total per proporcionar la quantitat absorbida que es desitja perquè la B-12 s'absorbeix millor en petites quantitats. Si masteguem el comprimit, gràcies a la saliva, la seva absorció és més gran.
Per la seva banda, l'Institut de Medicina dels Estats Units ha recomanat a tots els adults de més de 50 anys (siguin o no vegetarians) que ingereixin suplements de B12 o aliments enriquits amb aquesta vitamina per cobrir les seves necessitats.

#### Proteïna
Les principals fonts de proteïna vegetal es troben als llegums, entre els quals destaca la soja, també als cereals, fruits secs, llavors i derivats. No s'espera un dèficit de proteïna en les dietes veganes que inclouen una varietat d'aliments proteics, no obstant això, es recomana consumir una quantitat de proteïna lleugerament superior a la resta de la població.
La qualitat i digestibilitat de la proteïna dels vegetals sol ser menor que la dels animals. Tanmateix, es pot compensar amb una correcta planificació. D'una banda, pel que fa a les barreres estructurals i els antinutrients —que disminueixen la digestibilitat de la proteïna d'origen vegetal (en vegetals crus, com cereals o llegums, redueixen la digestibilitat entre un 10% i un 20%)— es poden corregir amb tècniques com el remull, fermentació, germinació, cocció, irradiació gamma, i altres tecnologies genòmiques.
D'altra banda, les proteïnes vegetals solen ser limitades en algun aminoàcid essencial, la qual cosa en disminueix la seva qualitat. Els cereals, per exemple, tenen menor lisina, i els llegums menor metionina i cisteïna. No obstant això, si es combinen dues fonts amb aminoàcids limitants diferents (per exemple, cereals i llegums), es complementen i proporcionen una proteïna de qualitat. Quan el temps entre àpats és relativament curt (al volant de 3 hores), no és necessari consumir-les simultàniament.

#### Ferro
Els aliments d'origen vegetal contenen únicament ferro no hemo, que s'absorbeix amb menor facilitat que el ferro hemo. El ferro no hemo és més sensible que el ferro hemo tant als inhibidors com als estimuladors de l'absorció de ferro.
En menjar aliments que contenen vitamina C juntament amb aliments vegetals que continguin ferro no hemo, s'estimula considerablement l'absorció del ferro. També l'àcid màlic (present en carabasses, prunes i pomes) i l'àcid cítric (que apareix en els cítrics) n'estimulen l'absorció. Cuinar amb els vells estris de cuina fets de ferro pot augmentar la ingestió d'aquest mineral entre un 100 i un 400%. Fumar disminueix notablement la quantitat de vitamina C circulant en l'organisme.
Els inhibidors de l'absorció del ferro són: el fitat (soja), el calci, els tanins en elevades quantitats (te, cafè, espinacs, panses negres, magrana, caquis, codony, poma i algunes infusions d'herbes), el cacau (xocolata), algunes espècies i la fibra.
El te, el cafè i els suplements de calci s'haurien de prendre unes quantes hores abans d'un menjar ric en ferro.
La incidència d'anèmia per deficiència de ferro entre els vegetarians és semblant a la dels no vegetarians.

#### Àcid gras DHA
El DHA és un dels àcids grassos omega-3. És possible metabolizar DHA mitjançant la conversió en l'organisme de l'ALA, un altre àcid gras omega-3. La quantitat diària recomanada de DHA és de 220 mg diaris.
Com a solució per aconseguir els nivells recomanats de DHA en el marc d'una dieta vegana s'han assenyalat dues possibilitats:
- Prendre una quantitat suficient d'aliments que continguin ALA (com l'oli de lli), alhora que es maximitza la conversió d'ALA en DHA. Això s'aconsegueix amb una dieta nutricionalment adequada, baixos nivells d'àcids grassos trans i baixos nivells d'àcids grassos omega 6.
- Consumir suplements de DHA fets amb algues. En el mercat hi ha les marques següents: O-Mega-Zen3[60] i Vegan Omega-3 DHA.[61] Aquests suplements són especialment recomanats per a embarassades, lactants, nadons, ancians i persones amb problemes neurològics i diabètics.

#### Calci
El calci és necessari per mantenir la salut òssia i per a diverses funcions metabòliques, incloent-hi la funció muscular, contracció vascular i vasodilatació, transmissió nerviosa, senyalització intracel·lular i secreció hormonal. El noranta-nou per cent del calci del cos s'emmagatzema als ossos i les dents. Es recomana als vegans consumir tres porcions al dia d'un aliment d'alt-calci, com ara llet fortificada, tofu fortificat, ametlles o avellanes, i prendre un suplement segons sigui necessari.
Les principals fonts vegetals de calci inclouen les ametlles, el tofu, la col, les begudes vegetals fortificades, el sèsam, el bròquil i la coliflor, entre d'altres. La quantitat de calci en l'aliment no és l'únic factor a tenir en compte, ja que la seva absorció al cos depèn de la presència d'antinutrients, com els oxalats o fitats, que en redueixen la biodisponibilitat. Aliments com els espinacs amb un gran contingut de calci tenen una biodisponibilitat deficient. Tanmateix, algunes tècniques com la cocció per ebullició o el remull, poden reduir el contingut d'antinutrients i millorar l'absorció del calci de l'aliment. La biodisponibilitat del calci depèn també del nivell de vitamina D, l'edat, l'embaràs o la presència de malalties.

### Medi ambient
Les dietes basades en vegetals destaquen per la seva sostenibilitat, atès que la producció d'aliments vegetals pot generar molts menys gasos amb efecte d'hivernacle i molt menys ús de terreny, energia i d'aigua que la producció d'animals i els seus derivats. Eliminar els aliments d'origen animal pot reduir entre dues i tres cinquenes parts el consum d'aigua i pot generar entre un trenta i un noranta per cent menys de gasos amb efecte d'hivernacle que una dieta omnívora. Tanmateix, el consum d'energia i la petjada de carboni augmenta considerablement en els casos dels vegetals fora de temporada, produïts en hivernacles amb calefacció, conservats en congeladors i transportats amb avió.
Font de proteïna
La quantitat de proteïna subministrada per l'alimentació dels animals i la proteïna del producte final és ineficient, manté una relació d'entre un 30 i un 40 %, i en el cas de la vedella d'un 5-8 %. La petjada de carboni pot arribar a ser 150 vegades menor en la proteïna vegetal que en la proteïna d'animals remugants (vedella i xai), 17 vegades menor que en la proteïna del formatge, 14 vegades menor que en la del porc, 10 vegades menor que en la de llet i els ous, i 8 vegades menor que en la de l'aviram. També ocupa menys superfície terrestre (juntament amb el marisc), concretament, fins a 200 vegades menys que la proteïna d'animals remugants, 8 vegades menys que la del porc, 5 vegades menys que la dels ous i els làctics; i 4 vegades menys que la de l'aviram. La petjada hídrica dels llegums pot arribar a ser 1,5 vegades menor que en la llet, els ous i el pollastre; i 6 vegades menor que en la vedella.

## Altres aspectes

### Productes animals

#### Roba i calçat
Les persones veganes renuncien a les pells i els teixits d'origen animal (com la llana, la seda o el cuir) per a la roba, calçat i qualsevol objecte.
Pero això es fan servir materials sintètics o d'origen vegetal com el cotó, els derivats del petroli o nous materials com cuirs vegetals.

#### Medicina i cosmètica
Les persones veganes eviten els productes que s'elaboren emprant l'experimentació amb animals.
Están molt relacionats els cosmètics vegans amb la cosmètica cruelty free.

#### Altres
Els vegans també rebutgen la taxidèrmia i l'ús de la cera d'abella.
Inclús no consumeixen algunes cerveses o vins perque en el seu procés d'elaboració fan servir ingredients d'origen animal con l'ou o la bufeta de peix.

### Lleure
El veganisme s'oposa als parcs zoològics i als espectacles en els quals s'utilitzen animals, com els toros, les baralles de galls, determinats circs, carreres de gossos, equitació, o espectacles d'habilitat amb ocells, dofins, etc.

### Mà d'obra animal
El veganisme s'oposa a utilitzar els animals per a l'ús de la seva força, com per exemple els anomenats animals de càrrega.

## Història
Abans que s'encunyés el terme vegan al Regne Unit el 1944, els principis del veganisme ja existien, per exemple, entre els seguidors del Jainisme, que eviten produir qualsevol mena de dany als animals. Algunes persones veganes destacades són l'escriptora britànica Mary Shelley (1797-1851) i el seu marit poeta Percy Bysshe Shelley (1792–1822). També el doctor britànic William Lambe (1765–1848).
En el món de l'espectacle, alguns vegans coneguts són els actors Joaquin Phoenix, Elliot Page, Natalie Portman, Pamela Anderson, la dissenyadora de moda Stella McCartney, la tatuadora Kat Von D i la cantant Jessie J. A Espanya, l'actriu Clara Lago i Dani Rovira, el músic Enrique Bunbury i l'actor i cantant Pablo Puyol.
En el món de l'esport, són veganes les tenistes Venus Williams, Serena Williams i Novak Djokovic, el culturista Patrik Baboumian, l'atleta Carl Lewis, el pilot Lewis Hamilton i el jugador de l'NBA Kyrie Irving. A Espanya, l'atleta Elena Congost, els futbolistes Aarón Ñíguez, Carlos Cuéllar i Héctor Bellerín.
També ho és l'activista ecologista Greta Thunberg.
Durant l'entrega de premis de la gala dels Oscar en la indústria cinematogràfica l'any 2020, l'actor Joaquin Phoenix (guardonat en la categoria de millor actor principal pel seu paper protagonista al thriller psicològic Joker (2019)) va fer un discurs a favor de les idees del moviment antiespecista, destacant el seu compromís amb el veganisme.